# سهرابلو
سهرابلو هي قرية في مقاطعة مشكين شهر، إيران. يقدر عدد سكانها بـ 184 نسمة بحسب إحصاء 2016.